# Berobreo
Berobreo es el nombre que recibe el dios galaico relacionado con la muerte y el más allá. Esta deidad era desconocida hasta el descubrimiento del santuario de O Facho (Cangas de Morrazo). También se vincula con el sol poniente y el mar, por asociación del ciclo solar con la vida y la muerte (amanecer y ocaso) y el mar como lugar donde el sol va a morir en el Finis Terrae. Se considera que Berobreo sería el guardián del más allá y el guía de las almas hacia el otro mundo.
Algunos autores asocian el Berobreo celta con el Briareo griego por las posibles relaciones comerciales establecidas entre los celtas del frente atlántico Europeo con los navegantes micénicos. También asocian con Berobreo el origen del mítico Breogán.

## Santuario de Berobreo

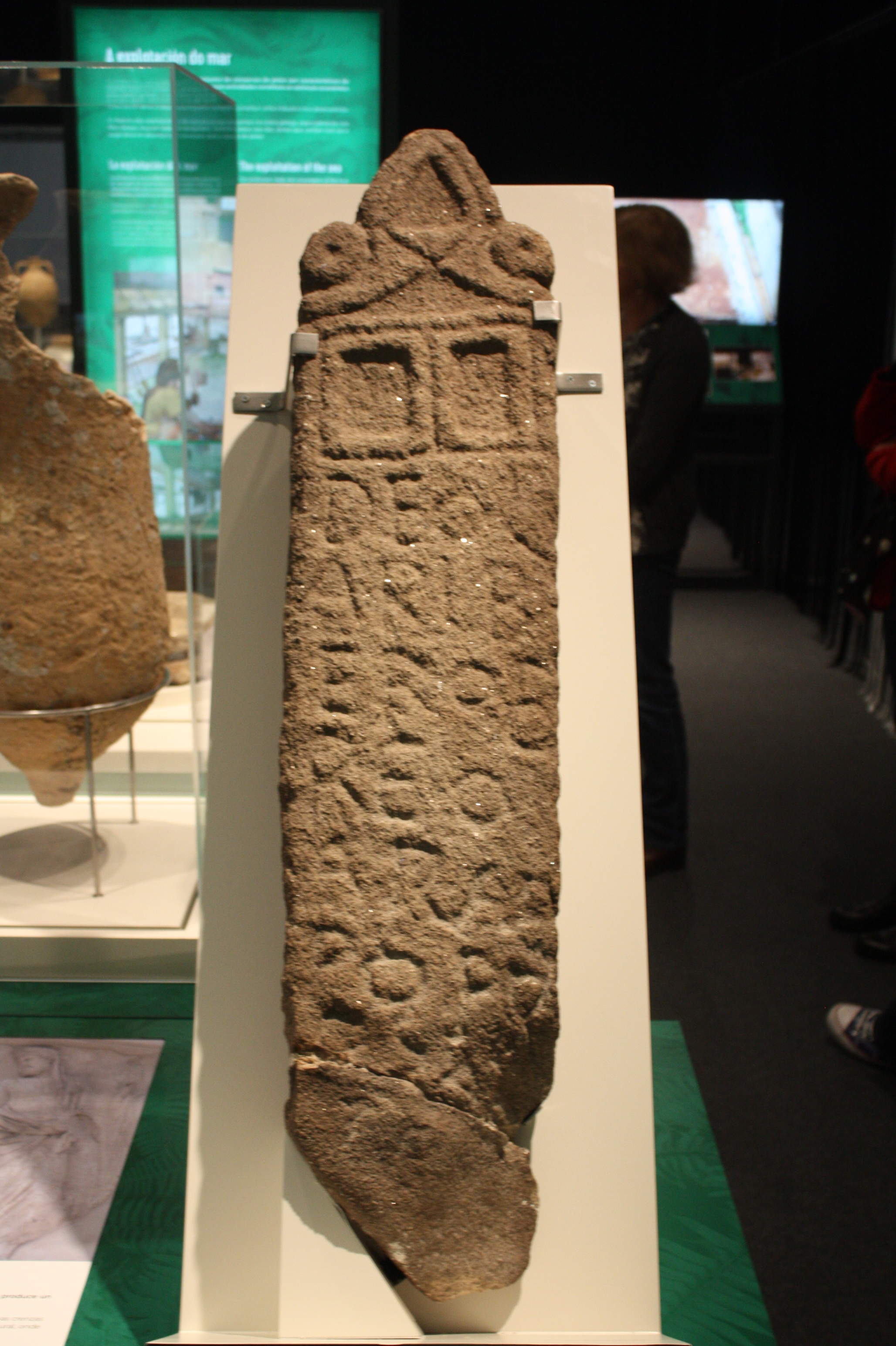
Ara dedicado al Dios Berobreo en Donón (Hío)

Se ha descubierto un santuario dedicado a Berobreo en el yacimiento del Monte do Facho, en Donón (Hío), cerca de Cangas del Morrazo. Se trata de un edificio central de planta ovalada que parece haber tenido una techumbre de paja.
Se calcula que el castro donde se localiza el santuario data del siglo IV a. C. aunque posteriormente sufriría cierta decadencia para volver a resurgir alrededor del siglo II ya bajo influencia del Imperio Romano. Los hallazgos arqueológicos indican que este santuario estuvo activo, con seguridad, hasta el siglo IV, y es probable que perdurase hasta los siglos V o VI.
También se cree que el castro no funcionó como lugar de residencia habitual en todas sus etapas, sino que desde el siglo I a. C. hasta el siglo II d. C. fue considerado como un lugar de culto al completo, algo así como un castro-santuario; posteriormente, durante los siglos III y IV, se convertiría en un santuario romanizado.
Alrededor de dicho santuario se localizaron 174 aras votivas de diversos tamaños y decoraciones, siendo el mayor número de estelas localizado en la península ibérica. Las aras incluyen, con muy pocas variaciones, la inscripción "DEO LARI BEROBREO ARAM POSVI" junto con la fórmula "PRO SALVTE", de donde se entiende que estas estelas, equivalentes a lápidas funerarias, eran ofrecidas a la deidad pidiendo salud o en agradecimiento por haber evitado la muerte.
El santuario de Berobreo es uno de los lugares de peregrinación más importantes del noroeste peninsular de la antigüedad.
Se localizaron aras decoradas pero sin inscripción en las proximidades del poblado, lo que indica que había talleres que preparaban las estelas para los peregrinos que acudían al santuario.
Dadas las tradiciones comunes en diversos pueblos del extremo occidente de Europa acerca de islas atlánticas como lugar donde van las almas de los muertos, así como la existencia de figuras y deidades asociadas a la muerte con el sol poniente y el camino al más allá, algunos autores consideran que es probable que existan otros santuarios similares en lugares de la costa gallega o de Britania: cabos, puntas o promontorios sobre el mar donde se pone el sol y próximos a islas o islotes.